# Chanca
La cultura chanca o chanka es el exónimo acuñado por los incas con el que se conoce a un grupo étnico surgido durante el período de los Estados Regionales y Organizaciones Tribales en los años 1200 y 1440 d. C. teniendo su sede en Andahuaylas. Se les considera como líderes de una gran confederación interétnica que ocupó territorios de los  actuales departamentos de Ayacucho, Apurímac y Huancavelica, célebre por su enfrentamiento contra el señorío del Cusco en una guerra que marcó el inicio del Imperio incaico.
Los chankas surgieron tras la desaparición del Imperio wari, en el que por cambios climáticos las ciudades son abandonadas por los pobladores que se refugiarían en el campo. Los chancas habrían luchado contra los cusqueños por la supremacía de la región ya que ambos estaban en proceso de expansión. Según las crónicas, los chankas casi derrotan y conquistan a los incas, pero el auqui Cusi Yupanqui, el futuro Inca Pachacútec, organizó una desesperada y feroz resistencia que eventualmente triunfó, permitiéndole lanzar contraofensivas que conquistaron a los chankas. 
En la época precolombina, existieron dos parcialidades chancas con características pronunciadas: los llamados por los quechuas como "hanan (alto) chankas" o posteriormente llamado como "Reino de Parkos" que guerrearon contra los quechuas cusqueños y, en segundo lugar, a los "urin (bajo) chankas" que se entregaron voluntariamente a los incas, por lo cual evitaron sufrir severas represalias. 
Los chankas acabaron por convertirse en importantes aliados estratégicos del Imperio incaico, teniendo un destacado servicio en el ejército o como colonos. Los incas construyeron complejos de gran envergadura como Curamba y Sondor, múltiples tambos y caminos, incluyendo el camino troncal del Chinchaysuyo. 
Durante la guerra civil incaica defendieron el bando del Cusco, leal al Inca Huáscar, motivo por el cual sufrieron abusos por las tropas atahualpistas de Quito y, por consiguiente, en la conquista europea, se aliaron  con los conquistadores españoles de Francisco Pizarro y el gobierno cusqueño de Túpac Hualpa.

## Historia y localización

### Ambiente y ubicación
El epicentro chanka es el territorio de Andahuaylas, actual departamento de Apurímac. Decían tener su pacarina (origen mítico) en las lagunas de Choclococha hermanados por los "Choclopus" o "chocorvos" coloniales y Urcococha, ambas en el departamento de Huancavelica. Su territorio inicial estuvo ubicado entre los ríos "Ancoyaco" (actual río Mantaro, también está el actual distrito de Anco en Huancavelica a orillas del río Mantaro), río Pampas (departamento de Ayacucho y Apurímac) y río Pachachaca (departamento de Apurímac), tributarios del río Apurímac. Al expandirse, hicieron del área del "Ancoyaco ayllucuna" que traducido al quechua ayacuchano significa "familias del Ancoyaco" o lo que es lo mismo familias del río Mantaro  con su sede principal en "Paucará" (distrito de la actual provincia de Acobamba  del departamento actual de Huancavelica). El centro comercial más importante de los Hanan Chanka era Chocquemarca (actual distrito de Rosario de la Provincia de Acobamba), donde probablemente nació el líder chanca Uscuvilca y no en Paucara como muchos historiadores mencionan. Sobre los "Hanan chankas" no se han hecho aportes teóricos importantes pese a encontrarse restos de poblados y cerámica epigonal wari y de sus utensilios propios rudimentarios; este es un campo que debe estudiarse mejor. 
De los Urin Chankas de Andahuaylas su sede secundaria se sabe que desarrollaron una cultura autónoma y tuvieron una variante del idioma o familia lingüística quechua; según otros autores su lengua era el aimara. Su capital fue Huaman Karpa ("casa del halcón"), a orillas de la laguna Anori, a 35 km de Andahuaylas, en las riberas del río Pampas. El iniciador de la expansión de los Chancas se llamó Uscovilca y su momia se conservó con veneración en Huaman Karpa hasta los tiempos de los incas.[cita requerida]

### Origen
De acuerdo a varios mitos sus fundadores fueron Uscovilca (fundador de Hanan Chanka) y Ancovilca (fundador de Hurin Chanka). El error incurrido hasta la actualidad fue que la etnia Hanan Chanka se confundió con los Urin Chankas y que a estos últimos los unieron a los Pacoras o Pocoras (Pocras) en una entidad inexistente llamándola "Confederación Pocra-Chanka".

### Cronología

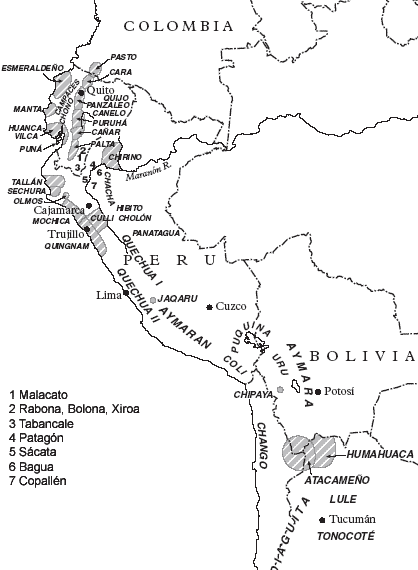
Lenguas preincaicas en el

Para algunos arqueólogos, la sociedad chanca implicó un retroceso, desde el punto de vista urbano, por comparación con la cultura Huari. Su modelo de asentamiento más generalizado habría sido el de las pequeñas aldeas (aproximadamente 100 casas). Otros estudios consideran, en cambio, que los Chancas llegaron a tener algunas grandes poblaciones. Los entierros son de dos tipos: unos en mausoleos y otros simplemente en la tierra. Existen también entierros hechos en cuevas o abrigos de roca.
La guerra inca-chanca (1438) fue el último de los conflictos que enfrentaron a Chancas e Incas. Fue originado por el ataque de la etnia chanca a la ciudad del Cusco y la defensa que organizó de la misma el príncipe inca Cusi Yupanqui. La batalla terminó con una victoria inca que obligó al ejército chanca a replegarse a Ichupampa.
Los Hurin Chankas no fueron rivales de los Incas, pues se sometieron pacíficamente a los quechuas cusqueños en menoscabo de sus "hermanos mayores" los Parkos o Hanan Chankas, para los Soras y Rucanas que eran pueblos valientes y netamente guerreros. Se caracterizaban por ser agricultores. Tuvieron como deidad al felino y acostumbraban pintarse la cara, gritar en las peleas y llevar a la momia de sus abuelos en hombros. Los Chankas se mantuvieron cohesionados y lograron desarrollar un importante señorío regional que vivió su apogeo durante el siglo XIII.

## Los Chancas en el combate
Según supuestas fuentes incaicas que relatan acerca de la Cultura Chanka, los Hanan Chankas eran muy sanguinarios al momento de la lucha, cuando capturaban al enemigo lo hacían prisionero de guerra. Les propinaban crueles castigos para demostrar al enemigo que no debían meterse con ellos; los escalparlaban, es decir, estando aún con vida los prisioneros les arrancaban la piel, los colgaban de cabeza para que la sangre se concentre en la parte superior del cuerpo y les hacían unos pequeños cortes en la parte frontal de los dedos de los pies, es ahí de donde comenzaban a arrancar la piel poco a poco, mientras el prisionero daba gritos despavoridos.[cita requerida]
Otra forma de intimidar al enemigo era haciendo copas hechas de los cráneos de los prisioneros en donde bebían la sangre de los enemigos ganándose el apelativo de "Vampiros de los Andes" por historiadores contemporáneos.[cita requerida]

### Apogeo
El apogeo expansivo de los Chancas se produjo entre los años 1200 y 1438. En este último año fueron sometidos por el Sapa Inca Pachacútec, luego de una dura batalla en la que la ciudad del Cusco corrió el riesgo de ser capturada por los apurimeños y ayacuchanos. Según algunas tradiciones incas, los Uran Chankas habrían sido conquistados mucho antes, hacia el año 1230, cuando el Sapa Inca Mayta Cápac y su ejército cruzaron el río Apurímac, llamado antiguamente Cápac Mayu ("río que manda"), mediante un prodigioso puente colgante. El Inca Garcilaso de la Vega (1605) atribuye a Cápac Yupanqui una hazaña similar cien años después. Sin embargo, la versión más sólidamente investigada establece su derrota y posterior sometimiento a manos del ejército comandado por el Inca Pachacútec (el que regresa la tierra).

### Sitio del Cusco
Fue en 1438 que el presunto caudillo Hanan Chanka "Anccu Hualloc" que así se mitifica a los pueblos o "ayllus del Ancoyaco" (también llamado Anco Huayllu o Hancoallo) reunió 40 000 hombres de guerra y emprendió la conquista del Cusco. Avanzó victoriosamente hasta rodear la ciudad. El inca Viracocha y muchos personajes de la nobleza huyeron en dirección al Collasuyo y cundió la desesperación hasta que un príncipe Cusi Yupanqui (luego autoproclamado Pachacútec) encabezó valerosamente la resistencia. Mientras lograba reunir aliados, ofreció la paz a los sitiadores, pero estos rechazaron la oferta. Una cruenta batalla fue librada en Yawarpampa ("lugar de sangre"), ganada providencialmente por los cusqueños mediante la llegada oportuna de fuerzas amigas. Esta difícil victoria se tornó en leyenda en el relato que recoge el cronista indio Juan de Santa Cruz Pachacuti Yamqui Salcamaygua (1613), quien afirma que la batalla se habría perdido si no hubieran cobrado vida milagrosamente los soldados de piedra pururaucas, piedras disfrazadas como soldados para engañar a los Chankas.
(Véase: Leyenda de los soldados Pururauca)
Según los vencedores, murieron en Yawarpampa 22 000 chankas y 8000 cusqueños. Anccu Hualloc fue herido y apresado. Los Hanan Chankas fueron perseguidos hasta Antahualla (Apurímac).
El líder de la defensa del Cusco asumió el poder como máximo soberano y fundó una nueva dinastía. Según los Comentarios Reales de los Incas de Garcilaso de la Vega, el inca fugitivo fue el anciano Yáhuar Huácac y el príncipe que asumió la defensa del Cusco, su hijo Hatun Topa, llamado después Viracocha Inca. Según Juan de Betanzos (1551), el inca fugitivo fue el anciano Wirakocha y no solo él sino su heredero (y hermano de Cusi Yupanqui), Inca Urco, huyeron de su responsabilidad, siendo el salvador el príncipe Cusi Yupanqui, luego llamado Pachacútec. Esta es la versión más aceptada, que coincide con la crónica de Miguel Cabello de Balboa (1583) y las más depuradas cronologías. Otras crónicas, entre ellas la de Bernabé Cobo (1653) mencionan una segunda ofensiva de los Chankas ocurrida poco tiempo después, también encabezada por Anccu Huayco contra Pachacútec. El caudillo prisionero no solo logró evadirse: reunió 8000 combatientes chankas en Challcumarca y Suramarca y reanudó la guerra, esta vez para recuperar los territorios perdidos. Viéndose en inferioridad de fuerzas, optó por escapar hacia la selva a "una región de grandes lagunas" o cochas, siguiendo el curso del río Urubamba.

## Organización
Según el cronista español Pedro Sarmiento de Gamboa, el territorio chanca estaba dividido en tres parcialidades, conocidas como Hanan Chanka (Parkos, Ayllus del Ancoyaco desde el actual río Mantaro hasta el río Pampas), Urin Chanka (Uranmarca, Andahuaylas) y Villca o Rukanas (Vilcas). La nación chanka habría sido integrada por las tribus del Ancoyaco, Andahuaylas, Rucanas y Soras.
Según las relaciones geográficas de Indias, los Rucanas se dividían en tres parcialidades, Hanan Ruqanas (Distrito de Soras, Provincia de Sucre, Departamento de Ayacucho), Hurin Ruqanas (distrito de Lucanas, Provincia de Lucanas, Departamento de Ayacucho) y Rucanas Antamarcas (Distrito de Andamarca, Provincia de Lucanas, Departamento de Ayacucho). Para el antropólogo Víctor Navarro del Águila, Rucanas viene del quechua ayacuchano luqaq, es decir, arriero; el tributo que daba esta provincia en tiempos del imperio incaico era justamente el de ser cargadores de las andas reales Llevaban un distintivo blanco y colorado en la cabeza.
En todo caso, los Chankas de Andahuaylas eran parientes cercanos de las demás tribus que habitaban el actual departamento de Ayacucho, en las provincias del sur (Lucanas y Sucre), y como nación se fortalecieron tras la decadencia de la expansión huari. 
La tercera provincia importante de los Chankas era la de los Soras, cuyo antiguo idioma fue el quechua ayacuchano. Los Soras se dividían en dos parcialidades, Soras y Chalcos (actualmente ambos distritos de la provincia de Sucre en el Departamento de Ayacucho). Adoraban a una montaña nevada llamada Ccarhuarazo que se ubica en la provincia de Lucanas del Departamento de Ayacucho, nunca fueron sometidos a los Chankas mantenían constantes guerras con ellos y eran aliados de los Incas.

## Economía
La economía de los Chankas se basaba fundamentalmente en la actividad agropecuaria. Cultivaron diversas plantas andinas, correspondientes a diversos pisos ecológicos, a lo que sumaban la crianza y el pastoreo de llamas, vicuñas, alpacas, guanacos, en rebaños de apreciable tamaño, que se administraban desde poblados con instalaciones especiales para controlarlos y alimentarlos en tanto los proveía de lana y carne.

### Textilería
Los Chancas practicaron también la textilería elaborando mantos de algodón y de lana decorados con plumas que además se utilizaban como túnicas o prendas de vestir.

### Cerámica
Es generalmente de superficie áspera y a veces con un engobe rojo muy diluido. La decoración en relieve, con aplicación de botones o figuritas de arcilla, complementada con incisiones o estampado circular. Las formas son de platos muy abiertos y de cántaros con cuello angosto, que algunas veces muestran caras hechas muy rústicamente. Las piezas han sido modeladas y se puede advertir la huella de los dedos del ceramista en la superficie.
Existen escudillas, pequeños cuencos y tazones de base plana, pero la forma característica está dada por piezas que son cántaros de cuerpo ovoidal de base momiforme y cuello angosto donde se ha modelado una cara con los ojos alargados y salientes ya que se trata de aplicaciones, presentándose la misma característica para la boca. El tratamiento superficial es bastante descuidado a base de un ligero alisamiento.
Como decoración encontramos incisiones alrededor de la base de los cuellos y bocas. En algunos casos las piezas presentan un baño de color rojizo de muy poca consistencia o de color marrón oscuro. En un alto porcentaje las piezas no tienen en la superficie ningún tipo de engobe o pintura decorativa.
De hecho, la elaboración de la cerámica por los Chancas en tecnología, forma y decoración responde a nuevos patrones que no tenían antecedentes ni en Ayacucho ni en toda la sierra central y no tiene filiación alguna con la depurada técnica y policromía de la cerámica Wari. Más bien, luego de la conquista inca, se puede encontrar cerámica Chanca que ha adoptado algunas técnicas y formas cusqueñas, pero aun así es identificable por mantener su rusticidad y evidenciar el poco dominio de estos pueblos en la técnica alfarera.

## Religión
Fueron politeístas y su dios principal fue Uscovilca.

## Arqueología

### Los restos
Sus restos más impresionantes son la fortaleza de Sondor, el Centro Metalúrgico de Curamba, y el Inti Huatana en Uranmarca, estratégicamente ubicados en los parajes más bellos de la actual provincia de Andahuaylas, las instalaciones de la ciudadela de Paqwayranra con una extensión aproximada de 60 hectáreas más sus ocho barrios ubicado en el centro poblado de Coay, distrito de Cocharcas, provincia de Chincheros, departamento de Apurimac. A la vez cuenta con sus centros de comunicación como el imponente Caballuyuq, Tupacha y Qahuaman.

### Restos arqueológicos
Sus restos más impresionantes son "Inka Raqay" estudiado por Martha Anders, a las riberas del río Mantaro al norte de Huanta en el Departamento de Ayacucho, de los Uran Chankas destacan la fortaleza de Sondor, el Centro Metalúrgico de Curamba, y el Inti Huatana en Uranmarca, estratégicamente ubicados en los parajes más bellos de la actual provincia de Andahuaylas. También en cada distrito hay una gran variedad de restos que muestran el legado de las culturas Wari Pacora, Chanka e Inka. No obstante de existir información sobre su historia guerrera y sus caudillos, los restos arqueológicos identificados como chankas no permiten establecer un perfil exacto de la vida y las costumbres de este pueblo. Tanto en Huamancarpa (cerca de Andahuaylas), como en Curahuasi y Rumihuasi (cerca de Abancay), requieren todavía mayor investigación. Según nuevas investigaciones se han encontrado restos que otorgan una mayor comprensión acerca de la vida de los chancas.